# تشارلز هنري باري
تشارلز هنري باري (1779–1860) كان طبيبا وكاتبا انجليزيا.

## حياته
هو الابن الأكبر كاليب هيلير بارى، من زوجته سارة، وهي أخت ادوارد ريجبي، ولد تشارلز في باث. ودرس الطب في جامعة غوتينغن، كان أحد أصدقاء صاموئيل تايلر كولريدج في جبال هارز؛ في عام 1799 وبعد ذلك سافر مع كليمنت كارليون إلى إسكندنافيا، 
تخرج دكتوراه في الطب في ادنبيرة في تاريخ 24/يونيو في عام 1804 .
منح باري شهادة من كلية الأطباء الملكية في 22 ديسمبر في عام 1806. وانتخب زمالة الجمعية الملكية في عام 1812 عمل في باث لبضع سنوات، حيث كان طبيب في المستشفى العام من سنة 1818 إلى 1822. تقاعد من العمل باكرا، واقام في برايتون وتوفي في مكان اقامته 5 بلجريف بليس بتاريخ 21 يناير في عام 1860 دفن جثمانه في ويستون باث.

## أعماله
كان باري مؤلفا ل:
- De Græcarum atque Romanarum Religionum ad Mores formandos Vi et Efficacia Commentatio، Göttingen، 1799.
- عن الحمى وعلاجها بشكل عام ، تمت ترجمتها من الألمانية جوتفريد كريستيان رايش، 1801.
- Commentatio inauguralis de synocho tropico، vulgo febre flava dicta، Edinburgh، 1804.
- مسألة ضرورية في قوانين الذرة الحالية، التي تم أخذها بعين الاعتبار لعلاقتها بالعامل الزراعي، والمستأجر، ومالك الأرض، والبلد، باث، 1816 .
- تجارب إضافية على شرايين الحيوانات ذوات الدم الحار: مع فحص مختصر لبعض الادلة التي تم تقديمها ضد المذاهب التي تمسك بها مؤلف «الاستفسار التجريبي»دفاعا عن والده كالب هيلير باري، لندن، 1819.
- مقالات تمهيدية لمجموعات من كتابات طبية غير المنشورة للراحل كاليب هيلير باري، دكتوراه في الطب، لندن، 1825.
- وينككومب: قصيدة، توماس دودلي فوسبروك .الصور الرائعة والطبوغرافية لشلتنهام وقربها ، شلتنهام، 1826.
- برلمانات ومجالس إنجلترا، مرتبة ترتيبًا زمنيًا، من عهد ويليام الأول حتى الثورة عام 1688، لندن، 1839.
- مذكرات القس. جوشوا باري.: مع بعض المقالات والمراسلات الأصلية (بعد وفاته، تم تعديله من قبل السير جون إاردلي ويلموت، بارونت الثاني)، لندن، 1872.[3]